# Bernard Baily
Bernard Baily (Nueva York, 5 de abril de 1916 - Putnam, 19 de enero de 1996), conocido también bajo los seudónimos Glenda Carrol y Glenda Carol, fue un escritor, editor y artista estadounidense de la Edad de oro de las historietas que se desempeñó en revistas pulp y que, a través de DC Comics, cocreó a El Espectro y Hourman.
Debutó en el ámbito de los cómics en Wow, What a Magazine!, mientras que trabajó en el floreciente campo de las historietas, siendo contratado  para una variedad de estudios y empaquetadores, incluyendo Eisner & Iger, sin perjuicio de fundar la editorial Baily Publications y, junto a Mac Raboy, la empaquetadora Bernard Baily Studio.